# Arbizu (motocicleta)

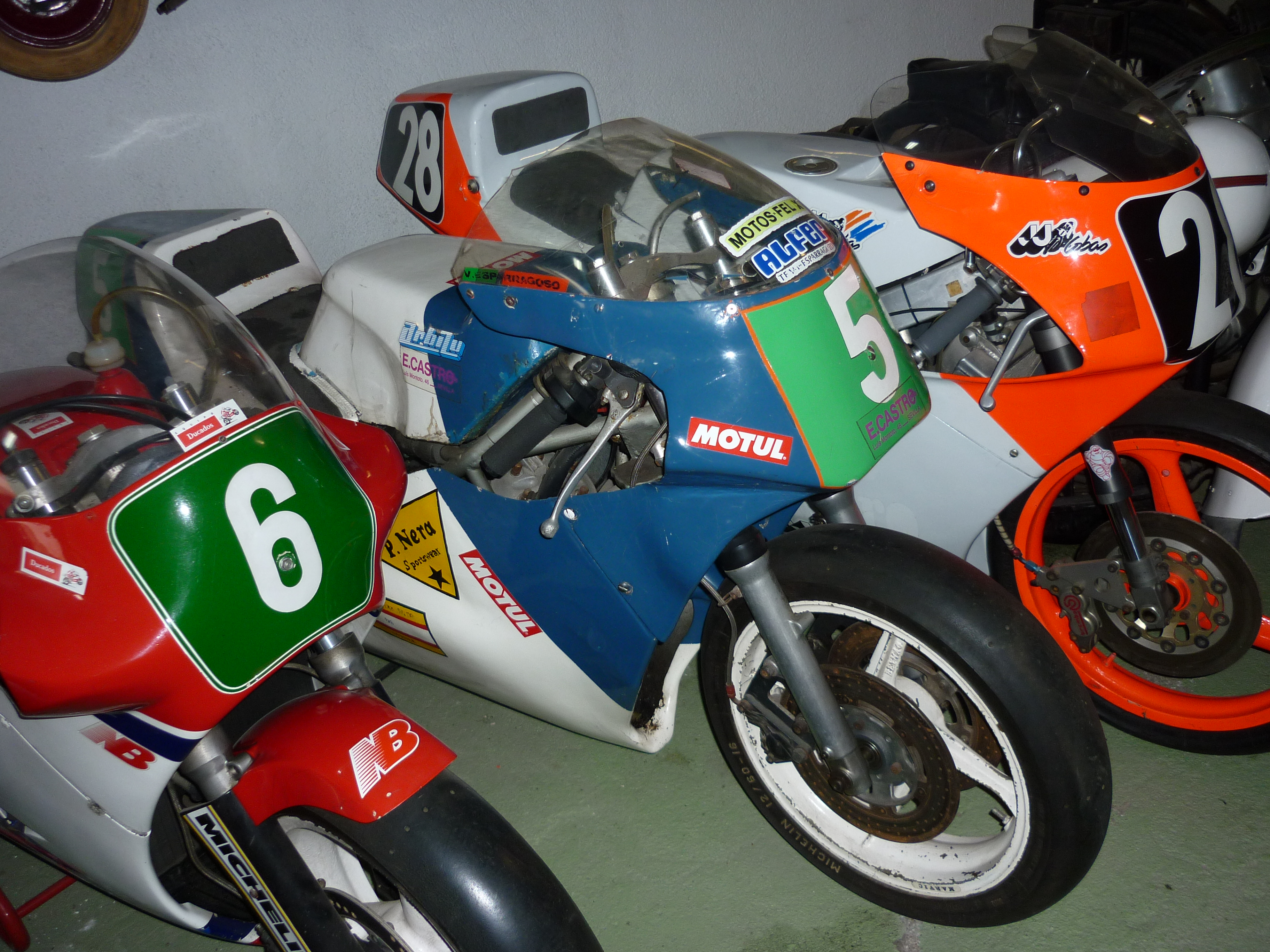
Al mig: Arbizu 250cc dels volts de 1985

Arbizu fou una marca catalana de motocicletes de velocitat, fabricades entre 1981 i 1989 per Toni Gutiérrez Arbizu a Terrassa, Vallès Occidental.
La primera Arbizu duia xassís multitubular basat en el de les primeres Siroko i motor austríac Rotax bicilíndric de 250 cc. Durant anys, Arbizu n'anà fent versions diferents en diverses cilindrades, fins que passat el 1989 es dedicà a dissenyar motocicletes infantils per a l'empresa Metrakit.
Darrerament s'ha anunciat que Arbizu, ara amb noves instal·lacions a Sant Joan de Vilatorrada (Bages), tornarà a participar en el Campionat del Món de Motociclisme de velocitat, amb un nou prototipus dissenyat per a la categoria Moto2.